# لوتر دورین
لوتر دورین (انگلیسی: Lothar Doering؛ زادهٔ ۲۳ اکتبر ۱۹۵۰) بازیکن هندبال اهل آلمان بود.